# Таль Бен-Хаїм (1989)
Таль Бен-Хаїм (івр. טל בן-חיים, нар. 5 серпня 1989, Рішон-ле-Ціон) — ізраїльський футболіст, нападник клубу «Маккабі» (Тель-Авів) і національної збірної Ізраїлю. Іноді фігурує як Таль Бен-Хаїм ІІ аби уникнути плутанини з повним тезкою, старшим партнером по збірній і клубу.
Дворазовий чемпіон Ізраїлю. 

## Клубна кар'єра
У дорослому футболі дебютував 2007 року виступами за команду клубу «Маккабі» (Петах-Тіква), в якій провів п'ять сезонів, взявши участь у 122 матчах чемпіонату.  Більшість часу, проведеного у складі петах-тіквського «Маккабі», був основним гравцем атакувальної ланки команди.
Своєю грою за цю команду привернув увагу представників тренерського штабу клубу «Хапоель» (Тель-Авів), до складу якого приєднався 2012 року. Відіграв за команду з Тель-Авіва наступний сезон своєї ігрової кар'єри. Граючи у складі тель-авівського «Хапоеля» також здебільшого виходив на поле в основному складі команди.
До складу іншого тель-авівського клубу, «Маккабі» приєднався 2013 року. Відразу отримав постійне місце в основному складі команди, якій протягом наступних двох сезонів допоміг здобути перемоги в національному чемпіонаті.

## Виступи за збірні
2011 року залучався до складу молодіжної збірної Ізраїлю. На молодіжному рівні зіграв в одному офіційному матчі.
Того ж 2011 року дебютував в офіційних матчах у складі національної збірної Ізраїлю. Наразі провів у формі головної команди країни 12 матчів, забивши 2 голи.

## Титули і досягнення
- Чемпіон Ізраїлю (2):

«Маккабі» (Тель-Авів): 2013-14, 2014-15
- Володар Кубка Ізраїлю (2):

«Маккабі» (Тель-Авів): 2014-15, 2020-21
- Володар Кубка Тото (2):

«Маккабі» (Тель-Авів): 2014-15, 2020
- Володар Суперкубка Ізраїлю (1):

«Маккабі» (Тель-Авів): 2020